# Municipio de Independence (Illinois)
El municipio de Independence (en inglés: Independence Township) es un municipio ubicado en el condado de Saline en el estado estadounidense de Illinois. En el año 2010 tenía una población de 1118 habitantes y una densidad poblacional de 11,55 personas por km².

## Geografía
Según la Oficina del Censo de los Estados Unidos, el municipio tiene una superficie total de 96.79 km², de la cual 95,49 km² corresponden a tierra firme y (1,34 %) 1,3 km² es agua.

## Demografía
Según el censo de 2010, había 1118 personas residiendo en el municipio de Independence. La densidad de población era de 11,55 hab./km². De los 1118 habitantes, el municipio de Independence estaba compuesto por el 98,84 % blancos, el 0,45 % eran afroamericanos, el 0,27 % eran asiáticos, el 0,09 % eran de otras razas y el 0,36 % eran de una mezcla de razas. Del total de la población el 0,09 % eran hispanos o latinos de cualquier raza.